# Takashi Hiraide
Takashi Hiraide (平出 隆?, Hiraide Takashi; Moji, 21 novembre 1950) è un poeta, scrittore e critico letterario giapponese.
Ha lavorato come redattore nella casa editrice Kawade Shobo Shinsha e, attualmente, è professore di poesia e membro della facoltà di antropologia alla Tama Art University di Tokyo.
Il suo libro Il gatto venuto dal cielo è stato pubblicato in lingua italiana nel 2015 dalla casa editrice Giulio Einaudi Editore, nella traduzione di Laura Testaverde.